# Жерар Улије
Жерар Пол Франсис Улије (фр. Gérard Paul Francis Houllier; Теруан, 3. септембар 1947 — Париз, 14. децембар 2020) био је француски фудбалер и фудбалски тренер.
Тренерску каријеру је отпочео у Ле Тукеу 1973. године. Још је био на клупи Ну-ле-Мина и Ланса, а најбоље резултате остваривао је водећи Париз Сен Жермен, Ливерпул и Олимпик Лион. Са Парижанима је 1986. године освојио титулу првака Француске, а исто је учинио и у два наврата на клупи Лиона (2006. и 2007). Шеф стручног штаба Ливерпула био је од 1998. до 2004. У том периоду је са Редсима био првак ФА купа, два пута Лига купа, Купа УЕФА и Суперкупа Европе.
Последњу сезону је провео у Астон Вили (2010/11). Након тога се повукао из клупског фудбала из здравствених разлога. У пар наврата је био селектор јуниорских селекција Француске, а селектор сениорске француске репрезентације био је од 1992. до 1993.
Улије је преминуо 14. децембра 2020, у 74. години живота, након дугогодишњих срчаних проблема.

## Успеси

### Као тренер
Париз Сен Жермен
- Прва лига Француске: 1985/86.

Ливерпул
- ФА куп: 2000/01.
- Лига куп: 2000/01, 2002/03.
- ФА черити шилд: 2001.
- Куп УЕФА: 2000/01.
- УЕФА суперкуп: 2001.

Олимпик Лион
- Прва лига Француске: 2005/06, 2006/07.
- Суперкуп Француске: 2005, 2006.

Француска до 18
- Европско првенство до 19 година: 1996.

Индивидуални
- УЕФА екипа године: 2001.[4]
- Европски тренер године у избору Европске уније спортске штампе: 2001.
- Тренер године у избору часописа : 2001.
- Тренер године у извору часописа : 2001.
- Тренер године у Првој лиги Француске: 2007.
- Тренер месеца у Премијер лиги: децембар 1999, март 2002, октобар 2002.[5]

### Ордени
- Национални орден Легије части: 2002.[6]
- Орден Британске империје: 2003.